# Старі Мурати
Старі Мура́ти (рос. Старые Мураты, чув. Хирти Мăрат) — присілок у складі Комсомольського району Чувашії, Росія. Входить до складу Альбусь-Сюрбеєвського сільського поселення.
Населення — 180 осіб (2010; 174 у 2002).
Національний склад:
- чуваші — 99 %